# Aeroportul Toulouse–Blagnac
Aeroportul Toulouse–Blagnac (în franceză Aéroport Toulouse Blagnac) (IATA: TLS, ICAO: LFBO) este un aeroport din Blagnac, Haute-Garonne, Occitania, Franța metropolitană, Franța ce deservește zona Toulouse. Aeroportul a fost tranzitat în 2022 de 7.037.150 de pasageri. A fost deschis în aprilie 1978 și numit după Blagnac.
Situat la o altitudine de 152 m, aeroportul dispune de 2 piste și ocupă o suprafață de 7.800.000 m². Este operat de Q115580079⁠(d).

## Infrastructură

### Piste
Aeroportul dispune de 2 piste. Pista 14R/32L are suprafața de asfalt și dimensiunile 3.500 m × 45 m. Pista 14L/32R are suprafața de asfalt și dimensiunile 3.000 m × 45 m. 